# Porstenberg
Porstenberg ist eine Rotte und eine Katastralgemeinde der Stadtgemeinde Haag im Bezirk Amstetten in Niederösterreich.

## Geschichte
Laut Adressbuch von Österreich waren im Jahr 1938 in Porstenberg mehrere Landwirte ansässig.

## Siedlungsentwicklung
Zum Jahreswechsel 1979/1980 befanden sich in der Katastralgemeinde Porstenberg insgesamt 41 Bauflächen mit 20108 m² und 66 Gärten auf 190464 m² und auch 1989/1990 waren es 41 Bauflächen. 1999/2000 war die Zahl der Bauflächen auf 55 angewachsen und 2009/2010 waren es 73 Gebäude auf 120 Bauflächen.

## Landwirtschaft
Die unbesiedelten Flächen der Katastralgemeinde sind landwirtschaftlich geprägt. 233 Hektar wurden zum Jahreswechsel 1979/1980 landwirtschaftlich genutzt und 33 Hektar waren forstwirtschaftlich geführte Waldflächen. 1999/2000 wurde auf 250 Hektar Landwirtschaft betrieben und 33 Hektar waren als forstwirtschaftlich genutzte Flächen ausgewiesen. Ende 2018 waren 233 Hektar als landwirtschaftliche Flächen genutzt und Forstwirtschaft wurde auf 35 Hektar betrieben. Die durchschnittliche Bodenklimazahl von Porstenberg beträgt 46,7 (Stand 2010).